# Скалли, Майк
Майк Скалли (англ. Mike Scully; род. 2 октября 1956, Спрингфилд, Массачусетс) — американский телевизионный сценарист, продюсер и шоураннер.

## Биография
Майкл Скалли родился 2 октября 1956 года в Спрингфилде, штат Массачусетс. Родители были выходцами из Ирландии: отец, Ричард, был продавцом, а позднее владельцем химчистки; мать, Джеральдина (в девичестве — Салливан, ум. 1985), работала в больнице англ. Baystate Medical Center, где, кстати, и родился Майк. Два брата: Брайан, тоже работает телевизионным сценаристом и продюсером, и Нил, писатель хоккейной тематики.
Майк не проявлял тяги к знаниям, с трудом окончил высшую школу Уэст-Спрингфилда в 1974 году, начал учиться, но бросил колледж Holyoke Community. Работал в одежном магазине, завхозом в больнице у матери, инструктором по вождению. В 1982 году он понял, что хочет быть сценаристом-комиком, бросил работу и дом и переехал в Лос-Анджелес. Первым его заметным успехом стала работа на известного комика Якова Смирнова, в 1987 году впервые попробовал себя сценаристом на телевидении, в 1988 — продюсером. С 1993 года по настоящее время работает над мультсериалом «Симпсоны» — за 20 лет он стал продюсером 280 и сценаристом 12 эпизодов этого мультфильма.
В 2008 году получил почётную степень доктора изящных искусств от Уэстфилдского университета.
Жена — Джули Тэкер, тоже сценарист телевидения, у пары пять дочерей (род. между 1983 и 1990). В 2011 году у Скалли появился внук.

## Избранные награды и номинации
С полным списком наград и номинаций Майка Скалли можно ознакомиться на сайте imdb.com
- 1995 — Прайм-тайм премия «Эмми» в категории «Лучшая анимационная программа длительностью менее часа» за эпизод Lisa’s Wedding мультсериала «Симпсоны» — победа.
- 1996 — Прайм-тайм премия «Эмми» в категории «Лучшая анимационная программа длительностью менее часа» за эпизод Treehouse of Horror VI мультсериала «Симпсоны» — номинация.
- 1997 — Прайм-тайм премия «Эмми» в категории «Лучшая анимационная программа длительностью менее часа» за эпизод Homer’s Phobia мультсериала «Симпсоны» — победа.
- 1998 — Прайм-тайм премия «Эмми» в категории «Лучшая анимационная программа длительностью менее часа» за эпизод Trash of the Titans мультсериала «Симпсоны» — победа.
- 1999 — Прайм-тайм премия «Эмми» в категории «Лучшая анимационная программа длительностью менее часа» за эпизод Viva Ned Flanders мультсериала «Симпсоны» — номинация.
- 2000 — Прайм-тайм премия «Эмми» в категории «Лучшая анимационная программа длительностью менее часа» за эпизод Behind the Laughter мультсериала «Симпсоны» — победа.
- 2001 — Прайм-тайм премия «Эмми» в категории «Лучшая анимационная программа длительностью менее часа» за эпизод HOMR мультсериала «Симпсоны» — победа.
- 2003 — Прайм-тайм премия «Эмми» в категории «Лучший комедийный сериал» за сериал «Все любят Рэймонда» — победа.
- 2004 — Прайм-тайм премия «Эмми» в категории «Лучший комедийный сериал» за сериал «Все любят Рэймонда» — номинация.
- 2008 — «Энни» в категории «Лучший сценарий в полнометражном мультфильме» за мультфильм «Симпсоны в кино» — номинация.

## Избранная фильмография

### Сценарист
- 1987 — Что за страна![англ.] / What a Country! (1 эпизод)
- 1987—1991 — Фантастическая девушка / Out of This World (14 эпизодов)
- 1990 — Гранд[англ.] / Grand (1 эпизод)
- 1992 — Королевская семья[англ.] / The Royal Family (1 эпизод)
- 1994—2002 — Симпсоны / The Simpsons (12 эпизодов)
- 2003—2004 — Все любят Рэймонда / Everybody Loves Raymond (4 эпизода)
- 2004—2005 — Настоящие дикари / Complete Savages (19 эпизодов)
- 2007 — Симпсоны в кино / The Simpsons Movie
- 2009, 2010, 2012 — Парки и зоны отдыха / Parks and Recreation (3 эпизода)
- 2012 — Наполеон Динамит / Napoleon Dynamite (6 эпизодов)
- 2012—2013 — Новая норма / The New Normal (2 эпизода)
- 2013 — Церемония вручения премии «Золотой глобус» / 70th Golden Globe Awards
- 2015—2017 — Шоу Кармайкла / The Carmichael Show (4 эпизода)
- 2018 — Рел[англ.] / Rel (1 эпизод)
- 2020—2022 — Дунканвилль / Duncanville (39 эпизодов)

### Продюсер
- 1988—1991 — Фантастическая девушка / Out of This World (49 эпизодов)
- 1993—2021 — Симпсоны / The Simpsons (565 эпизодов)
- 2003—2004 — Все любят Рэймонда / Everybody Loves Raymond (30 эпизодов)
- 2004—2005 — Настоящие дикари / Complete Savages (16 эпизодов)
- 2007 — Симпсоны в кино / The Simpsons Movie
- 2009 — Парки и зоны отдыха / Parks and Recreation (32 эпизода)
- 2012 — Наполеон Динамит / Napoleon Dynamite (1 эпизод)
- 2012—2013 — Новая норма / The New Normal (6 эпизодов)
- 2013—2014 — Папаши / Dads (19 эпизодов)
- 2015 — Чудаки-одиночки[англ.] / Weird Loners (5 эпизодов)
- 2015—2017 — Шоу Кармайкла / The Carmichael Show (31 эпизод)
- 2018 — Рел[англ.] / Rel (1 эпизод)
- 2019 — The Memestar Chronicles (1 эпизод)
- 2020—2022 — Дунканвилль / Duncanville (39 эпизодов)